# IMac G4
El iMac G4 es un ordenador personal todo en uno diseñado, fabricado y vendido por Apple desde enero de 2002 hasta agosto de 2004. Fue anunciado en el Macworld San Francisco en enero de 2002. Sustituyó al iMac G3 y fue sucedido por el iMac G5.
El iMac G4 fue el primer iMac con pantalla LCD integrada, sustituyendo a la pantalla CRT de los iMac anteriores.

## Diseño y especificaciones

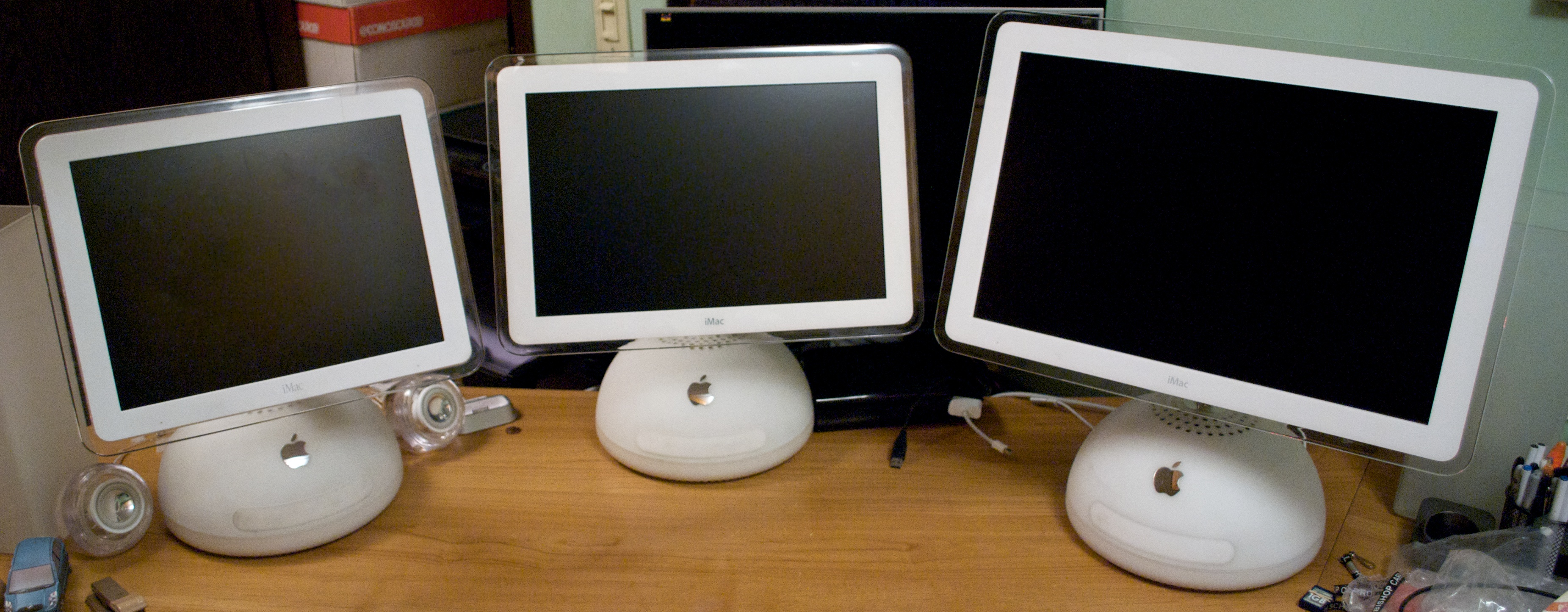
Diferentes revisiones del iMac G4 en 15, 17 y 20 pulgadas

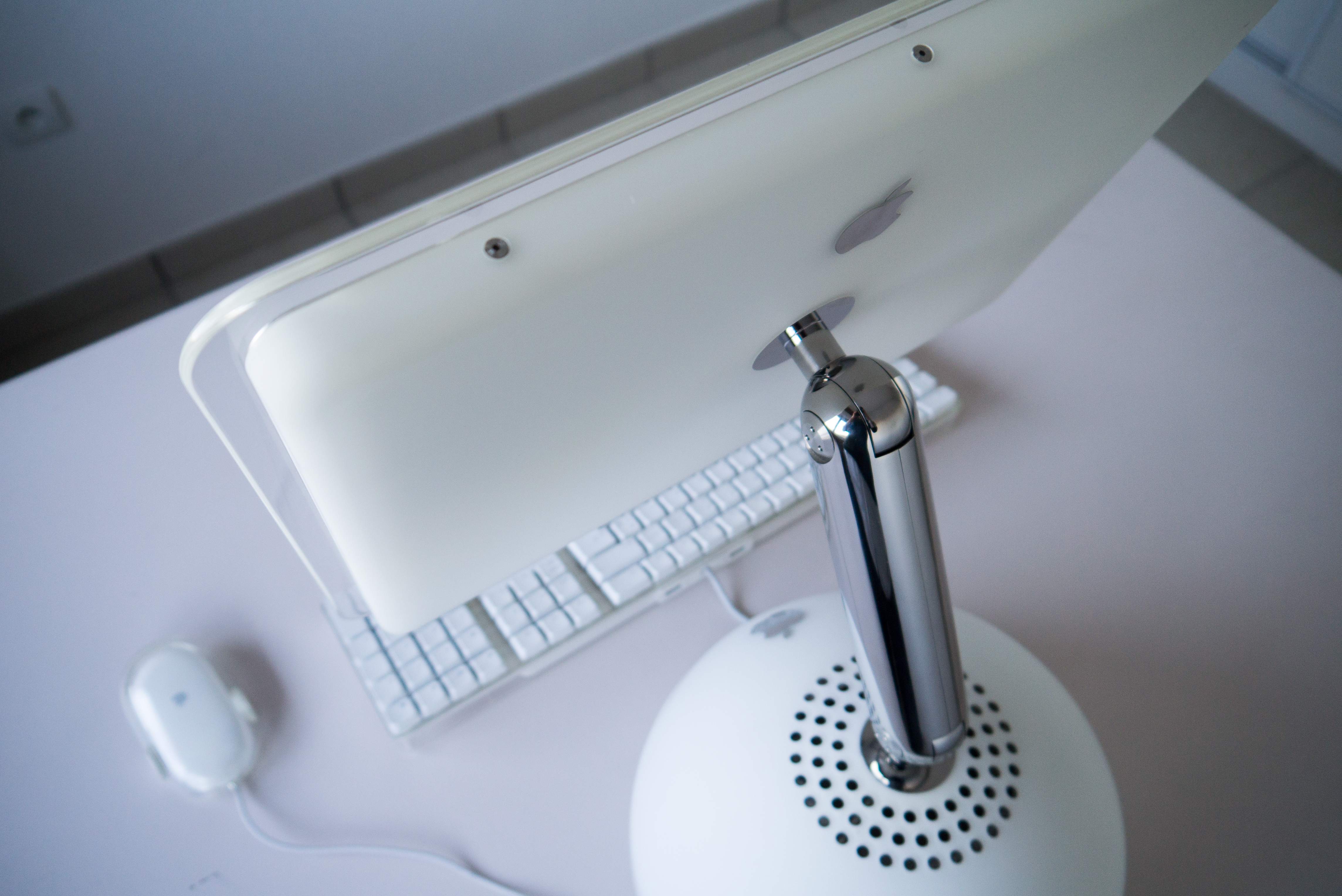
Vista superior del iMac G4 con el Apple Pro Keyboard y Pro Mouse

El iMac G4 cuenta con una pantalla LCD de 15, 17 o 20 pulgadas montada en un brazo ajustable de acero inoxidable sobre una semiesfera de 27 cm (10,6 pulgadas) que contiene una unidad óptica de carga por bandeja y un procesador PowerPC G4, además de la mayoría de componentes internos como el disco duro y la placa base, ya que al haberlos puesto en la pantalla ésta habría quedado demasiado pesada. A diferencia de algunos modelos anteriores de iMac, refrigerados por convección, los iMac G4 se refrigeran mediante un silencioso ventilador interno. El brazo articulado permite que la pantalla se pueda orientar e inclinar en casi cualquier ángulo alrededor de su base. Debido a este diseño al iMac G4 se le conoce popularmente como lamparita.
El iMac G4 solo estaba disponible en blanco, y no era translúcido como el iMac G3. La máquina incluía el teclado Apple Pro Keyboard y el ratón Apple Pro Mouse de color blanco, más tarde rediseñados y renombrados como Apple Keyboard y Apple Mouse, respectivamente. También se ofrecían altavoces Apple Pro Speakers opcionales, de mejor calidad que los internos. Los altavoces Apple Pro utilizan un conector único, diseñado para funcionar sólo con unos pocos modelos de Mac.
El iMac G4 incluía originalmente tanto Mac OS 9 como Mac OS X, debido a que el ordenador salió al mercado el año en el que Mac OS 9 fue descontinuado, aunque las revisiones lanzadas a principios de 2003 eliminaron la capacidad de arrancar a Mac OS 9. La GPU GeForce4 MX presente en algunas revisiones del iMac G4 no tiene soporte para Core Image, lo cual causa algunos problemas gráficos menores (como la falta del efecto de ondulación del Dashboard al introducir un widget, o una barra de menú opaca) en versiones de Mac OS X posteriores, como Tiger o Leopard.
Originalmente se conocía como el “Nuevo iMac”, mientras el iMac G3 seguía vendiéndose durante varios meses. Durante este tiempo, Apple tenía intención de eliminar las pantallas CRT de toda su línea de productos. Sin embargo, los iMac con pantalla LCD no podían igualar el bajo precio del iMac G3, en gran parte debido al mayor coste de la tecnología LCD en aquel entonces. El iMac G3 ya se estaba quedando obsoleto, pero las máquinas de bajo coste eran especialmente importantes para el sector educativo. Debido a este problema de asequibilidad, Apple creó el eMac en abril de 2002 y puso fin a la producción del iMac G3. El iMac G4 se comercializó como "iMac" hasta que dejó de fabricarse y, en agosto de 2004, se nombró retroactivamente como iMac G4 para distinguirlo del recién lanzado iMac G5.
El Gateway Profile era uno de los pocos competidores Wintel del iMac G4 en el mercado de los ordenadores LCD todo en uno. Un crítico señaló que el Profile tenía mejor capacidad de procesamiento, gracias a su procesador Intel Pentium 4, mientras que el iMac se veía perjudicado debido a su reducida caché L2 de 256 KB, en comparación con el Power Mac G4, que contaba con 1 MB. El iMac tenía claras ventajas en cuanto a la calidad de la pantalla LCD (utiliza una LCD digital en lugar de una analógica), la ergonomía (sobre todo el brazo flexible del monitor) y sus capacidades multimedia. El crítico concluyó que el iMac funcionaba bien como introducción al ecosistema Mac, pero señaló que su elevado precio se acercaba a los de los ordenadores portátiles.

## Especificaciones técnicas
| Modelo                         | Modelo                         | "Flat Panel" | "Flat Panel" | "Flat Panel" | "Flat Panel" | "Flat Panel" (Solo Mac OS X) | "Flat Panel" (Solo Mac OS X) | "Flat Panel" puertos USB 2.0 | "Flat Panel" puertos USB 2.0 | "Flat Panel" puertos USB 2.0 |
| ------------------------------ | ------------------------------ | --- | --- | --- | --- | --- | --- | --- | --- | --- |
| Fecha de lanzamiento           | Fecha de lanzamiento           | 7 de enero de 2002 | 7 de enero de 2002 | 7 de enero de 2002 | 17 de julio de 2002 | 4 de febrero de 2003 | 4 de febrero de 2003 | 8 de septiembre de 2003 | 8 de septiembre de 2003 | 18 de noviembre de 2003 |
| Fecha de descontinuación       | Fecha de descontinuación       | 4 de febrero de 2003 | 4 de febrero de 2003 | 4 de febrero de 2003 | 4 de febrero de 2003 | 8 de septiembre de 2003 | 8 de septiembre de 2003 | 1 de julio de 2004 | 1 de julio de 2004 | 1 de julio de 2004 |
| Modelo                         | Número de Modelo               | M6498 (EMC 1873) | M6498 (EMC 1873) | M6498 (EMC 1873) | M6498 (EMC 1936) | M6498 (EMC N/A) | M6498 (EMC 1956) | M6498 (EMC 1990) | M6498 (EMC 1991) | M6498 (EMC 1992) |
| Modelo                         | Identificador de Modelo        | PowerMac4,2 | PowerMac4,2 | PowerMac4,2 | PowerMac4,5 | PowerMac4,2 | PowerMac6,1 | PowerMac6,3 | PowerMac6,3 | PowerMac6,3 |
| Modelo                         | Número de Pedido               | M8672 | M7677 | M8535 | M8812 | M9105 | M8935 | M9285 | M9168 | M9290 |
| Pantalla (TFT LCD)             | Pantalla (TFT LCD)             | 15" 1024×768 | 15" 1024×768 | 15" 1024×768 | 17" Panorámica 1440×900 | 15" 1024×768 | 17" Panorámica 1440×900 | 15" 1024×768 | 17" Panorámica 1440×900 | 20" Panorámica 1680x1050 |
| Rendimiento                    | Procesador                     | PowerPC 7450 (G4) | PowerPC 7450 (G4) | PowerPC 7450 (G4) | PowerPC 7450 (G4) | PowerPC 7450 (G4) | PowerPC 7445 (G4) | PowerPC 7445 (G4) | PowerPC 7445 (G4) | PowerPC 7445 (G4) |
| Rendimiento                    | Velocidad de reloj             | 700 MHz | 700 MHz | 800 MHz | 800 MHz | 800 MHz | 1,0 GHz | 1,0 GHz | 1,25 GHz | 1,25 GHz |
| Rendimiento                    | Memoria caché                  | 64 KB L1, 256 KB L2 (1:1) | 64 KB L1, 256 KB L2 (1:1) | 64 KB L1, 256 KB L2 (1:1) | 64 KB L1, 256 KB L2 (1:1) | 64 KB L1, 256 KB L2 (1:1) | 64 KB L1, 256 KB L2 (1:1) | 64 KB L1, 256 KB L2 (1:1) | 64 KB L1, 256 KB L2 (1:1) | 64 KB L1, 256 KB L2 (1:1) |
| Rendimiento                    | Bus frontal                    | 100 MHz | 100 MHz | 100 MHz | 100 MHz | 100 MHz | 133 MHz | 167 MHz | 167 MHz | 167 MHz |
| Rendimiento                    | Memoria RAM                    | 128 MB PC133 SDRAM | 256 MB PC133 SDRAM | 128 o 256 MB PC133 SDRAM | 128 o 256 MB PC133 SDRAM | 256 MB PC133 SDRAM | 256 MB PC2100 (266 MHz) DDR SDRAM | 256 MB PC2700 (333 MHz) DDR SDRAM | 256 MB PC2700 (333 MHz) DDR SDRAM | 256 MB PC2700 (333 MHz) DDR SDRAM |
| Rendimiento                    | Memoria RAM                    | Hasta 1 GB mediante una ranura DIMM y otra SO-DIMM                                                                                          | Hasta 1 GB mediante una ranura DIMM y otra SO-DIMM                                                                                          | Hasta 1 GB mediante una ranura DIMM y otra SO-DIMM                                                                                          | Hasta 1 GB mediante una ranura DIMM y otra SO-DIMM                                                                                          | Hasta 1 GB mediante una ranura DIMM y otra SO-DIMM                                                                                          | Hasta 2 GB mediante una ranura DIMM y otra SO-DIMM                                                                                          | Hasta 2 GB mediante una ranura DIMM y otra SO-DIMM                                                                                          | Hasta 2 GB mediante una ranura DIMM y otra SO-DIMM                                                                                          | Hasta 2 GB mediante una ranura DIMM y otra SO-DIMM                                                                                          |
| Rendimiento                    | Gráficos                       | Nvidia GeForce 2 MX con 32 MB DDR SDRAM | Nvidia GeForce 2 MX con 32 MB DDR SDRAM | Nvidia GeForce 2 MX con 32 MB DDR SDRAM | Nvidia GeForce 4 MX con 32 MB DDR SDRAM | Nvidia GeForce 2 MX con 32 MB DDR SDRAM | Nvidia GeForce 4 MX con 64 MB DDR SDRAM | Nvidia GeForce 4 MX con 32 MB DDR SDRAM | Nvidia GeForce FX 5200 Ultra con 64 MB DDR SDRAM                                                                                            | Nvidia GeForce FX 5200 Ultra con 64 MB DDR SDRAM                                                                                            |
| Almacenamiento                 | Almacenamiento                 | 40, 60 u 80 GB | 40, 60 u 80 GB | 40, 60 u 80 GB | 40, 60 u 80 GB | 60 GB | 80 GB | 80 GB | 80 GB | 80 GB |
| Unidad óptica                  | Unidad óptica                  | Lectora-Grabadora CD-R/CD-RW 32x y 10x | Combo Drive, 8x DVD y 32x CD | SuperDrive, lectura DVD 6x y CD 24x, escritura 2x DVD-R, 8x CD-R, y 4x CD-RW                                                                | SuperDrive, lectura DVD 6x y CD 24x, escritura 2x DVD-R, 8x CD-R, y 4x CD-RW                                                                | Combo Drive, 32x | SuperDrive, 4x | Combo Drive, 32x | SuperDrive, 4x | SuperDrive, 4x |
| Conectividad                   | Red                            | Ethernet 10BASE-T/100BASE-TX Módem 56k V.90 AirPort 802.11b (opcional)                                                                      | Ethernet 10BASE-T/100BASE-TX Módem 56k V.90 AirPort 802.11b (opcional)                                                                      | Ethernet 10BASE-T/100BASE-TX Módem 56k V.90 AirPort 802.11b (opcional)                                                                      | Ethernet 10BASE-T/100BASE-TX Módem 56k V.90 AirPort 802.11b (opcional)                                                                      | Ethernet 10BASE-T/100BASE-TX Módem 56k V.92 AirPort 802.11b (opcional)                                                                      | Ethernet 10BASE-T/100BASE-TX Módem 56k V.92 Bluetooth 1.1 (opcional) AirPort 802.11b/g (opcional)                                           | Ethernet 10BASE-T/100BASE-TX Módem 56k V.92 Bluetooth 1.1 (opcional) AirPort 802.11b/g (opcional)                                           | Ethernet 10BASE-T/100BASE-TX Módem 56k V.92 Bluetooth 1.1 (opcional) AirPort 802.11b/g (opcional)                                           | Ethernet 10BASE-T/100BASE-TX Módem 56k V.92 Bluetooth 1.1 (opcional) AirPort 802.11b/g (opcional)                                           |
| Conectividad                   | Puertos E/S                    | 3 puertos USB 1.1 2 puertos FireWire 400 Micrófono integrado Salida de audio Conector mini-jack Apple Pro Speakers Salida de vídeo Mini-VGA | 3 puertos USB 1.1 2 puertos FireWire 400 Micrófono integrado Salida de audio Conector mini-jack Apple Pro Speakers Salida de vídeo Mini-VGA | 3 puertos USB 1.1 2 puertos FireWire 400 Micrófono integrado Salida de audio Conector mini-jack Apple Pro Speakers Salida de vídeo Mini-VGA | 3 puertos USB 1.1 2 puertos FireWire 400 Micrófono integrado Salida de audio Conector mini-jack Apple Pro Speakers Salida de vídeo Mini-VGA | 3 puertos USB 1.1 2 puertos FireWire 400 Micrófono integrado Salida de audio Conector mini-jack Apple Pro Speakers Salida de vídeo Mini-VGA | 3 puertos USB 2.0 2 puertos FireWire 400 Micrófono integrado Salida de audio Conector mini-jack Apple Pro Speakers Salida de vídeo Mini-VGA | 3 puertos USB 2.0 2 puertos FireWire 400 Micrófono integrado Salida de audio Conector mini-jack Apple Pro Speakers Salida de vídeo Mini-VGA | 3 puertos USB 2.0 2 puertos FireWire 400 Micrófono integrado Salida de audio Conector mini-jack Apple Pro Speakers Salida de vídeo Mini-VGA | 3 puertos USB 2.0 2 puertos FireWire 400 Micrófono integrado Salida de audio Conector mini-jack Apple Pro Speakers Salida de vídeo Mini-VGA |
| Sistema operativo más reciente | Sistema operativo más reciente | Mac OS X 10.4.11 Tiger Mac OS 9.2.2 | Mac OS X 10.4.11 Tiger Mac OS 9.2.2 | Mac OS X 10.4.11 Tiger Mac OS 9.2.2 | Mac OS X 10.4.11 Tiger Mac OS 9.2.2 | Mac OS X 10.4.11 Tiger | Mac OS X 10.5.8 Leopard Con 512 MB de RAM o más, de lo contrario Mac OS X 10.4.11 Tiger                                                     | Mac OS X 10.5.8 Leopard Con 512 MB de RAM o más, de lo contrario Mac OS X 10.4.11 Tiger                                                     | Mac OS X 10.5.8 Leopard Con 512 MB de RAM o más, de lo contrario Mac OS X 10.4.11 Tiger                                                     | Mac OS X 10.5.8 Leopard Con 512 MB de RAM o más, de lo contrario Mac OS X 10.4.11 Tiger                                                     |
| Peso                           | Peso                           | 9,7 kg (21,3 libras) | 9,7 kg (21,3 libras) | 9,7 kg (21,3 libras) | 10,4 kg (22,8 libras) | 9,7 kg (21,3 libras) | 10,4 kg (22,8 libras) | 9,7 kg (21,3 libras) | 10,4 kg (22,8 libras) | 18.2 kg (40,1 libras) |